# Le Chant du Monde
Le Chant du Monde ist ein französisches Tonträgerunternehmen. Mit dem gleichnamigen Musikverlag wurde es 1938 durch den kommunistischen Journalisten Léon Moussinac (1890–1964) gegründet. Es gilt heute als ältestes durchgängig existierendes Plattenlabel Frankreichs und hat sowohl klassische Musik, Chansons, Jazz und Weltmusik veröffentlicht.

## Geschichte
Zur Zeit der Gründung wurde das Label durch die Komponisten Georges Auric, Arthur Honegger, Charles Koechlin, Darius Milhaud, Francis Poulenc, Albert Roussel unterstützt, deren Musik dort dokumentiert wurde, aber auch durch Dirigenten wie Roger Désormière und Manuel Rosenthal.
Nachdem während der Besetzung durch Hitlerdeutschland die Aktivitäten als „jüdisch“ eingestuft und zum Erliegen gekommen waren, schloss das Unternehmen 1945 einen Vertrag mit der Sowjetunion; vermutlich 1946 wurde es von der Éditions sociales internationales erworben und begann neben Arbeiterliedern die Werke russischer Komponisten wie Serge Prokofieff, Dmitri Shostakovich oder Aram Khatchatourian zu veröffentlichen. Auf Le Chant du Monde wurde zudem die erste Sammlung von traditioneller Musik aus aller Welt veröffentlicht. Nachdem zunächst eher Kampflieder wie Les Constructeurs von Louis Durey/Pierre Seghers oder Brecht-Lieder ins Programm aufgenommen worden waren, erhielten ab 1947 auch Chansoniers wie Léo Ferré und zu Zeiten der künstlerischen Leitung durch Marcel Frémiot Mouloudji oder Francis Lemarque dort einen Vertrag, später dann Colette Magny, Atahualpa Yupanqui und Violeta Parra; auch erschienen dort Aufnahmen von Judy Collins, Paul Robeson, Albert Marcœur oder Paolo Conte. Steve Waring begann, als besonderen Programmpunkt Musik für Kinder aufzunehmen.
1993 wurde das Unternehmen von Harmonia Mundi gekauft, so dass sich der Fokus stärker auf klassische Musik verschob. Daneben sind aber weiterhin Chansons im Programm (Léo Ferré, Édith Piaf, Georges Brassens, Charles Trenet, Julos Beaucarne, Éric Lareine), französischer Jazz mit einem besonderen Schwerpunkt auf Gypsy-Jazz (Django Reinhardt, Stéphane Grappelli, Tchavolo Schmitt, Raphaël Faÿs, Angelo Debarre, Biréli Lagrène, Florin Niculescu, Costel Nitescu, Steeve Laffont, Yorgui Loeffler), Weltmusik und Kindermusik, aber auch Klassiker des Rock'n'Roll (Elvis Presley, Jerry Lee Lewis, Fats Domino, Bill Haley, Gene Vincent, Little Richard, Chuck Berry, Buddy Holly, Carl Perkins).